# TopSpin 2K25
TopSpin 2K25 je tenisová videohra vyvinutá studiem Hangar 13 a vydána společností 2K. Je pátým dílem herní série Top Spin. Hra vyšla 26. dubna 2024 pro Microsoft Windows a konzole PlayStation 4, PlayStation 5, Xbox One a Xbox Series X/S

## Hráči ve hře
Ve hře je možné hrát za tyto hráče:

### Asociace tenisových profesionálů
- Andy Murray
- Ben Shelton
- Carlos Alcaraz
- Daniil Medveděv
- Frances Tiafoe
- Matteo Berrettini
- Taylor Fritz

### Ženská tenisová asociace
- Belinda Bencicová
- Caroline Wozniacká
- Coco Gauffová
- Emma Raducanuová
- Iga Swiateková
- Karolína Plíšková
- Leylah Fernandezová
- Madison Keysová
- Naomi Osakaová
- Paula Badosaová
- Sloane Stephensová

### Legendy
- Andre Agassi
- John McEnroe
- Maria Šarapovová
- Pete Sampras
- Roger Federer
- Serena Williamsová
- Steffi Grafová

## Vývoj
Hru vyvíjela česká pobočka herního studia Hangar 13. Hudbu pro ni složil muzikant BT.

## Přijetí
Na recenzním serveru Metacritic získal titul 76 bodů ze 100, což značí smíšené nebo průměrné recenze.